# Linor Abargil
Linor Abargil, (hébreu : לינור אברג'יל) parfois orthographiée Aberjil, née à Netanya (Israël) le 17 février 1980, est une actrice, mannequin et avocate israélienne.

## Biographie
Linor Abargil est née à Netanya, ville côtière et francophone d'israël. Linor est enfant aînée d'Aliza et Jackie Abargil d'ascendance juive marocaine.
Elle est élue Miss Israël puis Miss Monde en novembre 1998 aux Seychelles, peu de temps après avoir été violée à Milan par son agent de voyage, Uri Shlomo Nur. Après plusieurs péripéties, son violeur est finalement condamné à 16 ans de prison.
Depuis lors, Linor Abargil entreprend des études et devient avocate au barreau d'Israël, spécialisée en affaires criminelles et un défenseur mondial dans la lutte contre la violence sexuelle, en encourageant les autres femmes à suivre son exemple et signaler leur viol à la police, à travers des conférences ou sur son site officiel.
Lors du festival de Cannes en 2015, un documentaire est présenté qui retrace son histoire  : Brave Miss World (2013) produit par Cecilia Peck, la fille de Gregory Peck,. Le film est nommé aux Emmy Awards en 2014.
Elle se marie en secondes noces en 2010 avec le manager Oren Halton et devient juive orthodoxe. Le couple a trois enfants.